# Обратная фотоэмиссионная спектроскопия
Обратная фотоэмиссионная спектроскопия, сокр., ОФЭС (англ. inverse photoelectron spectroscopy или k-resolved inverse photoemission spectroscopy сокр., KRIPS; IPES) — метод электронной спектроскопии для анализа структуры электронных состояний поверхности твёрдого тела.

## Описание

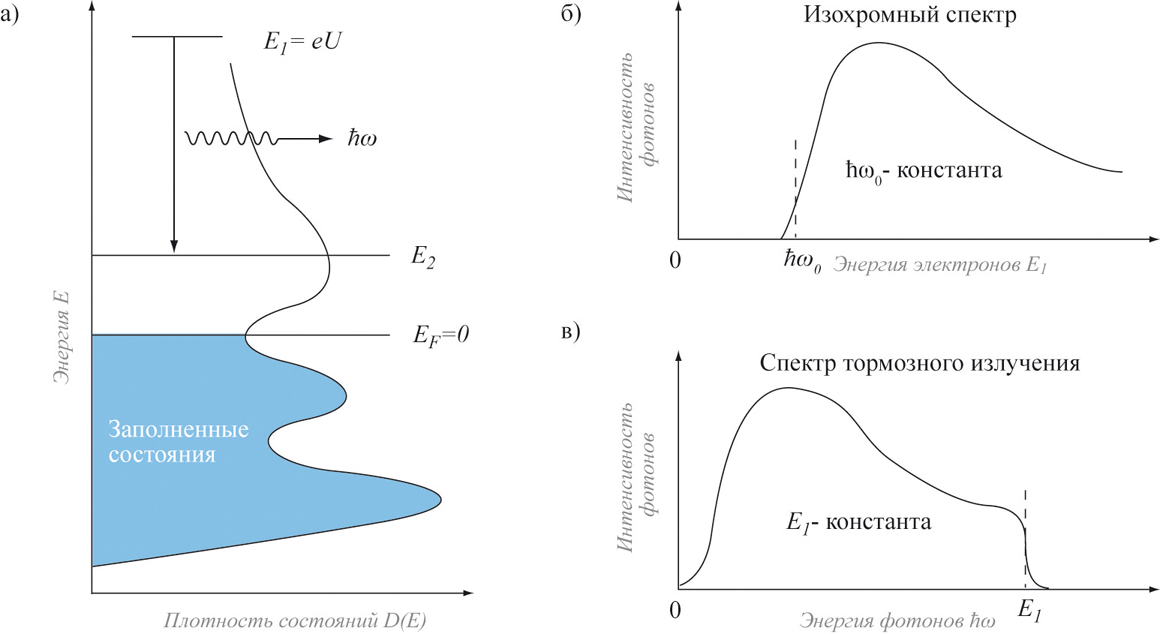
а — Схема процесса обратной фотоэмиссии; б — схематический изохромный спектр; в — схематический спектр тормозного излучения.

В процессе обратной фотоэмиссии (см. рис. а) электрон с энергией eU попадает на поверхность твёрдого тела и заполняет возбужденное состояние E1 = eU, а затем переходит в более низкое незаполненное состояние E2. Выделяющаяся при этом энергия уносится фотоном. Существуют два метода для регистрации спектра незаполненных состояний:
- изохромная спектроскопия (isochromate spectroscopy), в которой варьируется энергия первичных электронов, а измеряется выход фотонов с фиксированной энергией (рис. б);
- спектроскопия тормозного излучения (Bremsstrahlen spectroscopy), в которой энергия первичных электронов фиксирована, а регистрируется спектр испускаемых фотонов (рис. в).

Для определения закона дисперсии E(k) незаполненных электронных состояний в поверхностном слое твёрдого тела необходимо достаточно высокое угловое разрешение, которое достигается путем изменения направления пучка падающих электронов и использования перестраиваемого детектора фотонов.

## Источник
- Оура К., Лифшиц В. Г., Саранин А. А. и др. Введение в физику поверхности / Под ред. В. И. Сергиенко. — М.: Наука, 2006. — 490 с.